# Mariano Guzzini
Mariano Guzzini (Recanati, 1943 – Ancona, 14 dicembre 2022) è stato un politico italiano, ex presidente della provincia di Ancona.

## Biografia
Laureato all'Istituto Cesare Alfieri di Firenze, diventa poi giornalista. È fondatore e direttore della rivista “Marche oggi”.
Nel 1965 diventa funzionario del Partito Comunista Italiano di Ancona, dal 1980 viene nominato assessore alla Provincia di Ancona e poi capogruppo del PCI in Consiglio provinciale. Dopo la svolta della Bolognina aderisce al Partito Democratico della Sinistra.
Il 27 ottobre 1992 viene eletto presidente della provincia di Ancona, restando in carica fino al dicembre 1993. Dal 1994 al 2003 è stato presidente del parco del Conero. Resta funzionario politico anche nei DS, fino alla pensione.
Attivo anche come scrittore, ha pubblicato volumi con Einaudi, Laterza Editore, Il lavoro editoriale ed Affinità elettive.
Muore il 14 dicembre 2022 dopo un infarto all'età di 79 anni.